# Caricelea
Caricelea is een geslacht van spinnen uit de  familie van de Trechaleidae.

## Soorten
- Caricelea apurimac Silva & Lise, 2009
- Caricelea camisea Silva & Lise, 2009
- Caricelea wayrapata Silva & Lise, 2007